# Hans-Jürgen Burchardt
Hans-Jürgen Burchardt es economista alemán e investigador de las ciencias sociales. Desde 2005 es Catedrático de Relaciones Internacionales en la Universidad de Kassel. Su trabajo se centra en la teoría y la política de desarrollo, las relaciones Norte-Sur y las desigualdades sociales, con un enfoque particular a América Latina. En su reciente investigación se ha ocupado especialmente  de regímenes de materias primas y dinámicas socio-ambientales tanto como de la distribución de la riqueza. Además, se especializa en los Objetivos de Desarrollo Sostenible (ODS) de las Naciones Unidas y está comprometida con su investigación sistemática e interdisciplinaria en la Universidad de Kassel. 

## Carrera académica
Burchardt estudió ciencias sociales y economía en la Universidad de Friburgo, La Habana y Bremen de 1988 a 1996, y se graduó con honores en ambas disciplinas. Tras doctorarse en 1997, trabajó como investigador asociado y director de varios proyectos de investigación en la Universidad de Hannover, donde se cualificó en 2001 en materia de política social internacional para acceder a una cátedra. Además de diversas actividades de consultoría, como para la Iniciativa Europea para la Democracia y los Derechos Humanos o el Ministerio Federal de Educación e Investigación de Alemania (BMBF), fue director de proyectos de investigación en el Instituto de Estudios Iberoamericanos de Hamburgo (hoy: Instituto GIGA de Estudios Latinoamericanos) entre 2003 y 2005. Desde 2005, es profesor titular de Relaciones Internacionales en la Universidad de Kassel, donde fue portavoz del programa de doctorado Políticas Sociales Globales y Gobernanza (GSPG) de 2007 a 2015.    
Desde el 2007 al 2015 él fue portavoz del programa de doctorado internacional Global Social Policies and Governance (GSP&G).  En el 2009 hasta el 2015 estuvo a cargo del Centro Internacional para el Desarrollo y el Trabajo Decente (ICDD). 
Como profesor visitante, Burchardt enseñó y realizó investigaciones en el Institut Barcelona Estudis Internacionals (IBEI) de la Universidad de Rutgers, en la Universidad de La Habana (UH) y en la Universidad Nacional de San Martín de Buenos Aires (UNSAM).
Desde 2017, Burchardt es director de CALAS - Centro Maria Sibylla Merian de Estudios Latinoamericanos Avanzados y director del Centro de Estudios Latinoamericanos (CELA) perteneciente a la Universidad de Kassel.
Además, Burchardt es director de proyecto dentro de la red de investigación extractivism.de, financiada por el BMBF, y, junto con Rachid Ouaissa y Hannes Warnecke-Berger, él lleva a cabo investigaciones sobre temas relacionados al extractivismo de productos básicos en América Latina y el Magreb. En el marco del proyecto, se investigan las constelaciones, los potenciales de crisis (inter) nacionales, así como las posibilidades de cambio y la durabilidad del modelo de desarrollo y social de la exportación de materias primas.

## Libros (selección)
- ed. con Irene Lungo-Rodríguez: Wealth, Development and Social Inequalities in Latin America. Transdiciplinary Insights. Routledge, London 2024, ISBN 9781032473567.
- ed. con Philip Fehling: Taxation and Inequality in Latin America: New Perspectives on Political Economy and Tax Regimes. Routledge, London 2023, ISBN 9781032373744.
- ed. con Johanna Leinius: (Post-)colonial Archipelagos: Comparing the Legacies of Spanish Colonialism in Cuba, Puerto Rico and the Philippines. University of Michigan Press, Michigan 2022, ISBN 978-0-472-90260-6.
- Das pandemische Manifest. Neun Schritte in eine zukunftsfähige Gesellschaft. Oekom, München 2021, ISBN 978-3-96238-342-8.
- ed.: (Post)colonialismo a prueba, Cuba, Puerto Rico y las Filipinas desde una perspectiva comparada. Gedisa, Mexiko 2021, ISBN 9788418525650.  [Texto completo]
- con Osnaide Izquierdo Quintana: Trabajo decente y Sociedad: Cuba bajo la óptica de los estudios sociolaborales comparada. Editorial UH, Havana 2017, ISBN 978-959-7251-20-0. Archivado el 11 de julio de 2021 en Wayback Machine. [Texto completo]
- ed. con Stefan Peters y Nico Weinmann: Entwicklungstheorie von heute – Entwicklungspolitik von morgen. Nomos, Baden-Baden 2017, ISBN 978-3-8487-2613-4.
- ed. con Stefan Peters: Umwelt und Entwicklung in globaler Perspektive: Ressourcen – Konflikte – Degrowth. Campus Verlag, Frankfurt am Main 2017, ISBN 978-3-5935-0512-1.
- con Rafael Domínguez, Carlos Larrea y Stefan Peters:  Nada dura para siempre: Neo-extractivismo tras el boom de las materias primas. UASB-ICDD, Quito 2016, ISBN 9789942148421 . [Texto completo]
- con Stefan Peters: Der Staat in globaler Perspektive. Zur Renaissance der Entwicklungsstaaten. Campus-Verlag, Frankfurt am Main 2015, ISBN 978-359-3503172.
- con Fernando Groisman: Desprotegidos y desiguales. ¿Hacia una nueva fisonomía social? Prometeo, Buenos Aires 2014, ISBN 987-5746622.
- con Olaf Kaltmeier y Rainer Öhlschläger: Urbane (T)Räume: Städte zwischen Kultur, Kommerz und Konflikt. Nomos, Baden-Baden 2014, ISBN 978-3-8487-1335-6.
- con Stefan Peters y Nico Weinmann: Arbeit in globaler Perspektive. Facetten informeller Beschäftigung. Campus Verlag, Frankfurt am Main 2013, ISBN 978-3-593-39964-5.
- con Elisabeth Tuider y Rainer Öhlschläger: Frauen (und) Macht in Lateinamerika. Nomos, Baden-Baden 2013, ISBN 978-3-8487-0758-4.
- con Kristina Dietz y Rainer Öhlschläger: Umwelt und Entwicklung im 21. Jahrhundert – Impulse und Analysen aus Lateinamerika.  Nomos, Baden-Baden 2013, ISBN 978-3-8329-7977-5.
- con Anne Tittor y Nico Weinmann: Sozialpolitik in globaler Perspektive – Asien, Afrika und Lateinamerika. Campus Verlag, Frankfurt am Main 2012, ISBN 978-3593397801.
- con Ingrid Wehr: Soziale Ungleichheiten in Lateinamerika. Nomos, Baden-Baden 2011, ISBN 978-3-8329-6278-4.
- Tiempos de cambio - Repensar América Latina, Ediciones Böll, El Salvador 2007, ISBN 96890-84-02-X. [Texto completo]
- Nord-Süd-Beziehungen im Umbruch – Neue Perspektiven auf Staat und Demokratie in der Weltpolitik. Campus Verlag, Frankfurt am Main 2009, ISBN 978-3593390161.
- Zeitenwende - Politik nach dem Neoliberalismus. Schmetterling-Verlag, Stuttgart 2004, ISBN 3-89657-610-0.